# Anselma Heine

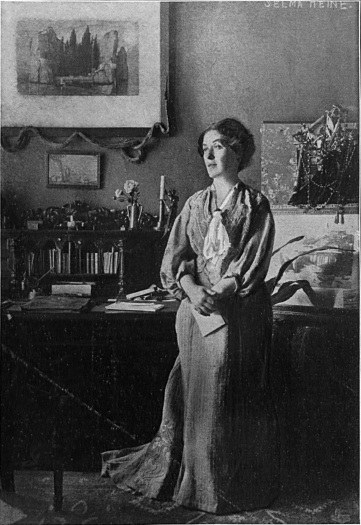
Anselma Heine, 1908. Foto von Eduard Frankl.

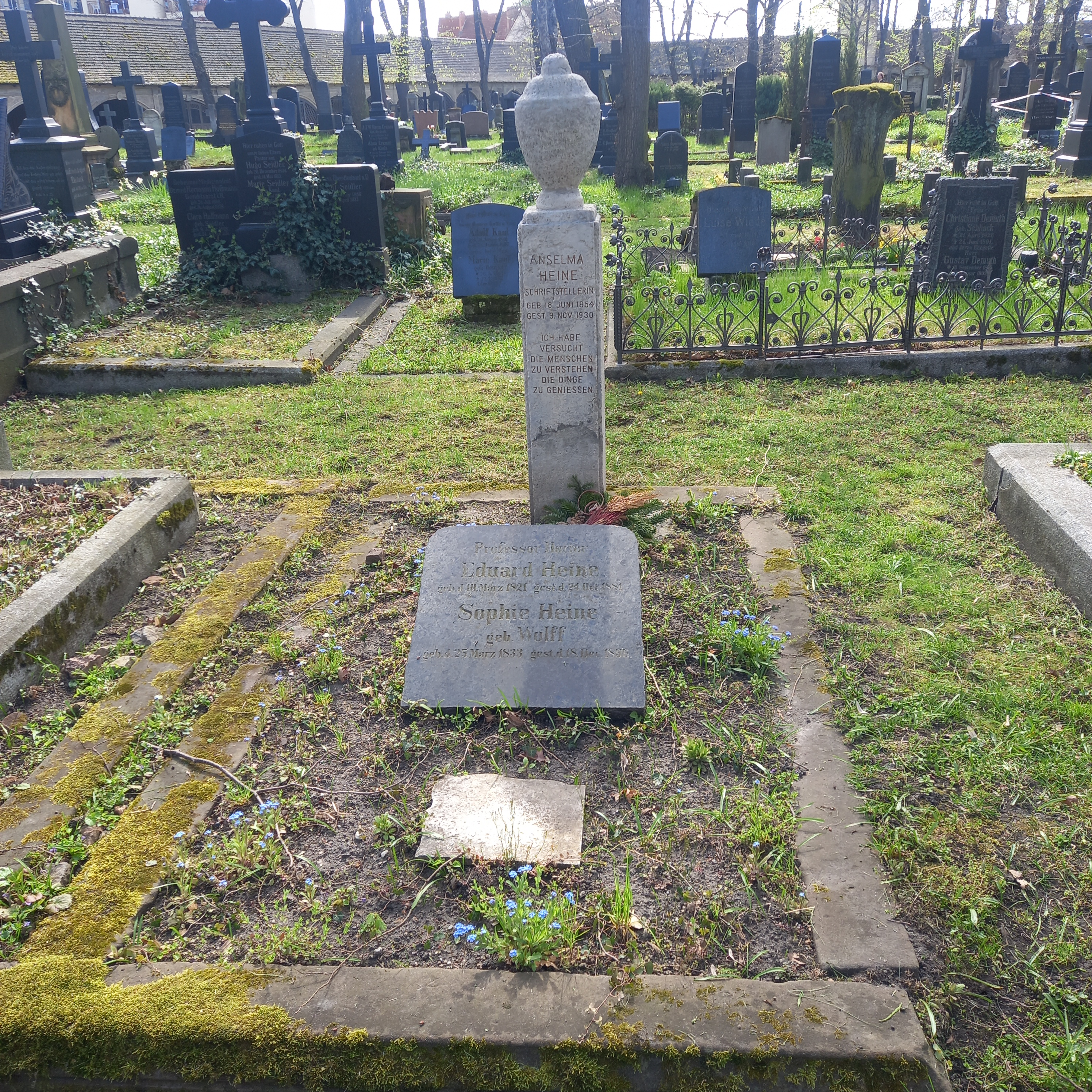
Das Grab von Anselma Heine im Familiengrab auf dem Stadtgottesacker Halle

Anselma Heine (eigentlich: Selma Tony Feodore Heine, Pseudonyme: Anselm Heine, Feodor Helm, * 18. Juni 1855 in Bonn; † 9. November 1930 in Berlin) war eine deutsche Schriftstellerin.

## Leben
Anselma Heine war eine Tochter des Mathematikers Eduard Heine. Nachdem dieser einen Ruf als Professor an die dortige Universität erhalten hatte, zog die Familie 1856 um nach Halle (Saale). Anselma Heine wurde mit ihren drei Schwestern durch Hauslehrer unterrichtet. Sie war nach eigener Aussage bereits mit fünf Jahren des Lesens mächtig und verfasste ab ihrem achten Lebensjahr Gedichte und Erzählungen. Sie begleitete ihren Vater auf Reisen nach Oberitalien; nach seinem Tod im Jahre 1881 widmete sie sich ihrer Mutter. Seit Mitte der 1880er Jahre  hielt Anselma Heine sich häufig bei ihrer Schwester, die mit dem Straßburger Anatomen Gustav Schwalbe verheiratet war, im Elsass auf. Texte von Anselma Heine erschienen zuerst in Zeitungen und Zeitschriften, u. a. in „Pan“, aber auch in der „Gartenlaube“. Nach dem Erfolg ihres ersten Erzählungsbandes im Jahre 1896 und dem Tod der Mutter im gleichen Jahr verließ Anselma Heine Halle und ließ sich in Berlin nieder.
In den folgenden Jahrzehnten war Anselma Heine als freie Schriftstellerin und Journalistin tätig. Sie verkehrte in Berliner Künstler- und Literatenkreisen und unterhielt zeitweise einen literarischen Salon in ihrer Wohnung. Neben zahlreichen Reisen, die sie nach Italien, Frankreich und in die Schweiz führten, unternahm sie 1905 eine Reise nach Finnland, 1907 nach Dalmatien, Bosnien und die Herzegowina.
Anselma Heine war Verfasserin von Romanen, Erzählungen, Gedichten und Theaterstücken; daneben schrieb sie Rezensionen, u. a. für die Zeitschrift „Das literarische Echo“. Ihre erzählenden Werke haben häufig Frauenschicksale zum Thema und sind geprägt von der Sympathie der Autorin für die Frauenbewegung.
Sie starb 1930 in ihrer Wohnung am Lützowplatz 5 in Berlin-Tiergarten.
Ihr Grab befindet sich auf dem halleschen Stadtgottesacker (Innenfeld III).

## Werke
- Sein Lieblingsgericht, Berlin 1888 (unter dem Namen Feodor Helm)
- Drei Novellen, Berlin 1896 (unter dem Namen Anselm Heine)
- Unterwegs, Berlin 1897 (unter dem Namen Anselm Heine)
- Auf der Schwelle, Berlin 1900 (unter dem Namen Anselm Heine)
- Bis ins dritte und vierte Glied, Stuttgart 1902 (unter dem Namen Anselm Heine)
- Aus Suomi-Land, Berlin 1905 (unter dem Namen Anselm Heine)
- Maeterlinck, Berlin [u. a.] 1905
- Mütter, Braunschweig 1905 (unter dem Namen Anselm Heine)
- Vom Markte der Liebe, Berlin 1907
- Der Wegweiser, Stuttgart 1907
- Eine Peri, Berlin 1909
- Die Erscheinung, Berlin 1912
- Fern von Paris, Berlin 1915
- Die verborgene Schrift, Berlin [u. a.] 1918
- Am Abgrund, Berlin [u. a.] 1920
- Gürtelkämpfer, Berlin 1922
- Einer sät, ein anderer erntet, Berlin [u. a.] 1922
- Der Dollar-Bob, Berlin 1923
- Finnische Novellen, Berlin 1923
- In schwacher Stunde, Berlin 1923
- Die Liebe höret nimmer auf!, Berlin 1923
- Schule des Lebens, Berlin 1923
- Sich selbst besiegt, Berlin 1923
- Der Zwergenring, Berlin 1925
- Mein Rundgang, Stuttgart 1926
- Die Erscheinung, Berlin 1927